# Miss Perú 1958
El Miss Perú 1958 fue la sexta (6º) edición del certamen de belleza Miss Perú, se realizó el 5 de julio de 1958 en el Teatro Municipal de Lima, Perú. Ese año 16 candidatas compitieron por la corona nacional.
La ganadora al final del evento fue Beatriz Boluarte Figueroa, quien representó a Perú en el Miss Universo 1958, siendo la quinta peruana de la historia en clasificar a las semifinales del certamen internacional.

## Resultados
| Posiciones     | Candidata |
| Miss Perú 1958 | - Lima Provincia - Beatriz Boluarte                                                                             |
| 1ª Finalista   | - Lima - Beatriz Dulanto                                                                                        |
| 2ª Finalista   | - Tacna - Teresa Rubina                                                                                         |
| Top 7          | - Amazonas - Silvia Salinas - Piura - Nannie Berendson - La Libertad - Martha Mantilla - Callao - Techy Hurtado |

## Premios Especiales
- Mejor Traje Regional - Apurímac - Marilú Alvarez
- Miss Fotogénica - Tacna - Teresa Rubina
- Miss Simpatía - Tumbes - Irma Málaga
- Miss Elegancia - Lima - Beatriz Dulanto

## Candidatas
Las candidatas del Miss Perú 1958 fueron:
| - Amazonas - Silvia Salinas - Apurímac - Marilú Alvarez - Cajamarca - Victoria Pilcon - Callao - Techy Hurtado - Ica - Gladys Carbajal - Junín - Doris Castro - La Libertad - Martha Mantilla - Lima - Beatriz Dulanto | - Lima Provincia - Beatriz Boluarte - Loreto - Violeta López - Moquegua - Rebeca Romero - Perú USA - Claudia Orson - Piura - Nannie Berendson - Puno – Catty Arteaga - Tacna - Teresa Rubina - Tumbes - Irma Málaga |